# 아이히스타에티사우루스

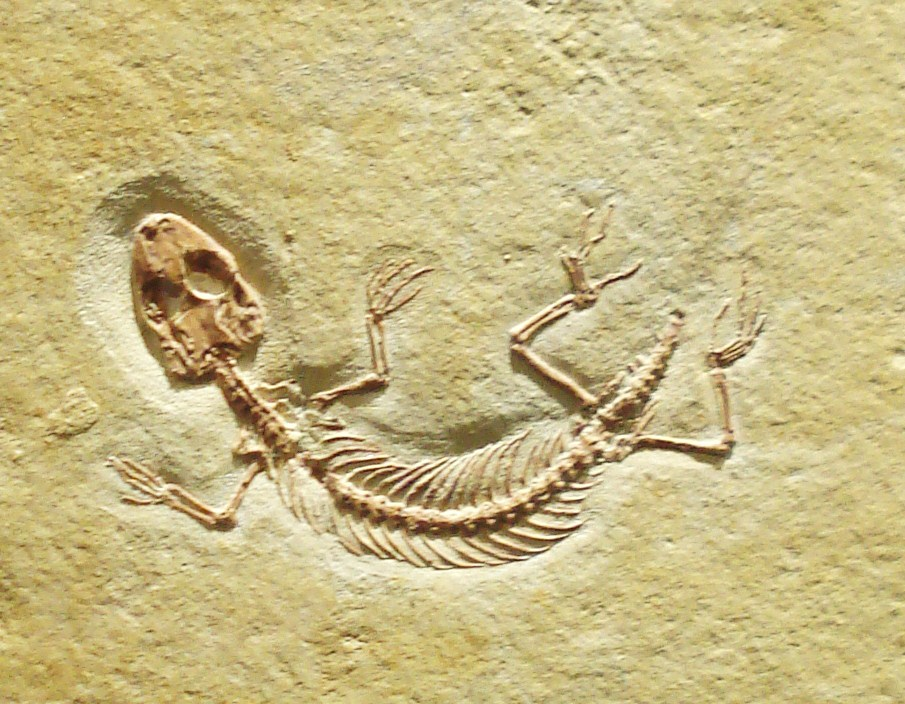

아이히스타에티사우루스(학명:Eichstaettisaurus schroederi)는 도마뱀목 레피도사우루스과에 속하는 도마뱀이다. 지금은 멸종된 종으로서 전체적인 몸길이가 2~4m인 중대형의 도마뱀에 속한다.

## 특징
아이히스타에티사우루스는 크기가 비교적 작은 동물이었다. 아이히스타에트사우루스 슈뢰데리의 코로 벤트 길이는 94mm(3.7인치)였으며 아이히스타에티사우루스 굴디의 코로벤트 길이는 56mm(2.2인치)이었다. 아이치스타에티사우루스는 짧고 무뚝뚝하며 둥근 주둥이로 납작해진 두개골로 식별할 수 있다. E. 슈뢰데리는 콧구멍이 컸다. 주둥이의 이빨을 가진 뼈인 프리맥실라와 맥실라는 E. 슈뢰데리의 연조직 띠에 의해 연결되었을 가능성이 높다.프리맥실라는 E. 굴디에 6, 7개의 이빨을 가지고 있었지만 E. 슈뢰데리에 있는 숫자는 알려지지 않았다. 맥실라는 E. 슈뢰데리에 약 22개의 이빨을 가지고 있었고, E. 굴디에 적어도 30개의 이빨을 가지고 있었다. 두 종 모두 치아가 작고 좁고 원뿔형이며 단발성 치아를 가지고 있었는데 턱뼈 안쪽에 융접해 있다는 뜻의 플루로돈 이식을 했다. 아르데오사우루스와 마찬가지로 두 종은 대개 눈구멍의 일부인 열상골이 부족했다. 또한 안구 소켓에서는 아르데오사우루스와 달리 후전두골과 후두골이 분리되어 있었으며 후두골의 후두 돌출부는 비교적 넓었다.E. 슈뢰데리에서 이 뼈들 사이의 접촉은 대부분의 도마뱀들보다 훨씬 앞섰다. 대부분의 도마뱀처럼 사각형 뼈는 가늘고 아래쪽으로 돌출되어 사분위뼈와 맞닿아 있었다. 그러나 이구아니아와 테이아과와는 달리 위쪽으로 돌출되어 있지 않았다.살아있는 도마뱀붙이는 후두골과 편평골뼈가 부족하며 또한 아이히스타에티사우루스보다 상대적으로 짧은 주갈골을 가지고 있다. E. 슈뢰데리의 미각에서 E. 슈뢰데리의 후면에 있는 세포성 뼈와 겹치는 세포성 뼈들이 있다. A. 브레비페스와 달리 E. 슈뢰데리는 두개골 지붕에 뼈 장식과 골격이 부족했다. 두 종 모두에서 전두골은 앞쪽보다 앞쪽 눈구멍 사이에 융접하고 좁았다.아열농장 과정으로 알려진 전선의 하향 돌출부는 두 종 모두에서 잘 개발되었지만 E. 슈뢰데리에서만 중간선에서 만났다. 전두골과 두정골 사이의 봉합은 직선이었던 아르데오사우루스와 달리 E.슈뢰데리에서는 볼록하고 E.굴디에서는 오목했다. E. 굴디와 대부분의 다른 도마뱀들은 두정골을 융합했지만 E. 슈뢰데리에서 짝을 이루었고 사용되지 않았다. 두 종의 두정엽은 후방 투영과 뉘찰 포세가 부족했다.E. 슈뢰데리에서는 두정맥의 바깥쪽 가장자리가 안쪽으로 휘어졌으며 초임정맥 공정으로 알려진 후방 돌출부는 짧고, 넓게 분리되어 있고 보어 움푹 패여 있었다. 또한 E. 슈뢰데리에서는 뇌케이스의 초구체 뼈에 한 쌍의 볏이 존재했는데 두개골의 감소된 오스로 인해 반원형 운하에 각인되었을 가능성이 있다. 일반적으로 천골(혹은 엉덩이) 앞에 24-26개의 척추뼈가 있는 대부분의 이구아니아 도마뱀, 게코탄, 스킨코모르판 도마뱀과 비교하면 E. 슈뢰데리는 목 척추뼈 7개와 등 척추 24개를 포함해 31개가 있었다. E. 굴디는 목 척추뼈가 6–7이었고 등 척추뼈의 수는 알려지지 않았다. E. 굴디에서는 두 번째(축)와 세 번째 목 척추뼈가 다음 목과 연결되었는데 이는 인터센트라(intercentra)라고 알려진 원소들에 의해 이루어졌다. E. 슈뢰데리에서는 목 척추뼈의 대부분이 경추 늑골이 부족해서 마지막 두 개를 위해 저축을 했다. 등 척추에 위로 돌출된 신경 가시가 작았고 마지막 몇 개의 등 척추뼈는 요추 정맥에 늑골이 부족했다. 두 종 모두 등 척추뼈에 지고스페인-지간트럼 관절이 있다. 갈비뼈는 단발머리였고 둥근 관절형 표면을 가지고 있었다. E. 굴디에서 꼬리 척추뼈의 중심(주체)은 넓고 원통형의 원형(양끝의 콘클라브)이었으며 강하게 발달한 횡공정을 보여 주었다. 아이히스타에티사우루스는 견갑골(어깨날) 위에 잘 발달된 아크로미온 과정 즉 쇄골의 부착을 가지고 있었다. E. 슈뢰데리의 쇄골은 대부분의 자토고실소 회원들과는 달리 앞으로 구부러지지 않았고 또한 후방 돌출부가 부족했다.아르데오사우루스에서와 마찬가지로, 아이치스타에티사우루스의 두 종은 비교적 튼튼한 앞다리를 가지고 있었다. E. 슈뢰데리에서는 척골의 올레크라논 공정이 잘 발달되어 있었다. E. 굴디에서는 손목뼈가 완전히 오식화되지 않았을 가능성이 높다. E. 슈뢰데리의 다섯 자리 손에는 각 자리마다 2, 3, 4, 5, 3개의 팔랑어(손가락 뼈)가 달려 있었고 끝에서 두 번째에서 마지막 팔랑어는 비교적 길었다. E. 굴디는 네 번째 숫자에 팔랑어가 4개 있었던 것으로 보이며 발톱은 짧고 깊고 날카로웠으며 굴곡 결핵이 잘 발달되어 있었다. E. 슈뢰데리의 골반에서 펍의 융접된 펍 앞치마로의 확장은 비교적 좁았다. 펍들은 펍지 결핵이라고 알려진 전방 돌출부 또한 부족했다. 이시아를 확대하여 서로 광범위하게 접촉하였고 장골의 칼날의 후방 확장이 길었다. 두 아이히스타에티사우루스 종은 앞다리와 비슷한 길이의 튼튼한 뒷다리를 가지고 있었다. 대퇴골은 S자형인 대부분의 다른 도마뱀과는 달리 직선 축을 가지고 있었다. 발에서 첫 번째 전이 뼈는 두 번째에서 네 번째 전이 뼈보다 약간 짧았다.유별나게 다섯 번째 메타타르뼈는 훨씬 짧고 갈고리가 달려 있었다. E. 슈뢰데리에서는 발은 손처럼 다섯 자리였고 각 자리에는 두 번째, 세 번째, 네 번째, 다섯 번째, 발톱은 비슷했다. E. 슈뢰데리는 발톱의 두 가지 특징을 살아있는 토카이 도마뱀붙이와 공유했다. 발톱은 아래 끝을 확장했다. 그리고 팔랑 사이의 관절은 다른 도마뱀과는 달리 바이콘디라(즉, 팔랑 끝의 둥근 두 개의 돌출부에 기초한) 대신 단순한 오목-콘벡스 관절이었다. 현대의 도마뱀붙이는 사지의 숫자가 비교적 길이가 대칭이고 넓은 호로 표시된다는 점에서 도마뱀들 사이에서 특이하다. 대조적으로 다른 도마뱀붙이의 숫자는 대개 서로 거의 평행하며 특히 발에 있다.도마뱀붙이에서 보이는 패턴은 인체가 다양한 방향에 있을 때 잡기를 용이하게 하는데 이는 발톱에 접착 세태(브리스테)를 펴는 동시에 첫 번째와 마지막 숫자가 서로 반대하도록 하기 때문이다. 아이히스타에티사우루스 슈뢰데리는 발 대칭에 기여하는 두 가지 특성을 보였다. 첫 번째 메타사우르스는 세 번째 메타사우루스에 비해 길었고(일반 도마뱀에서는 두 번이 아닌 세 번째 메타사우르스는 첫 번째 메타사우르스보다 1.41배 길었을 뿐이다.) 네 번째 메타사우루스는 상대적으로 짧았다. 2017년에 시메데스와 동료들은 E.슈뢰데리가 아르데오사우루스 디지타텔루스보다 발 대칭이 더 강한 것을 관찰했고 두 발 모두 다른 도마뱀보다 더 앞쪽으로 향했을 가능성이 높다고 추론했다. 이는 또한 팔랑이에 바이콘디라 관절이 부족하여 지지되었는데 이는 수직면에서 굴곡이 가능하면서도 수평면에서 변위를 억제하는 바깥쪽을 향한 발에 대한 적응이다. 심 콜레아구에세스와 동료들은 또한 E. 슈뢰데리에서 몇 가지 다른 특징들을 확인했는데 이것은 현대 도마뱀붙이의 스캔기적(클라이밍 기반이다.) 생활방식이 이전에 인식되었던 것보다 더 일찍 발생했음을 시사한다. 그것의 키 큰 발톱과 손가락에 길게 뻗은 두 번째 발톱은 둘 다 도마뱀의 스캔 라이프스타일과 밀접한 관련이 있는 특성이다. 특히 키가 큰 발톱은 그들을 수축시키는 굴곡기 힘줄에 더 긴 레버 팔을 제공하여, 잡는 힘을 향상시켰을 수 있다. 한편 상대적으로 짧은 팔다리와 납작해진 몸은 토카이 도마뱀붙이에서 제시된 바와 같이 무게중심을 낮춰 등반 성능을 향상시켰을 수도 있지만 이러한 특징은 스캔들의 생활양식과 상관관계가 없을 수도 있다. 마지막으로, 길이가 비슷한 사지는 날카로운 코로마뱀처럼 그립이 개선될 수 있다. 도마뱀붙이의 접착식 두꺼비, 그리고 라커티과의 사지 길이 비율과 스캔들 사이의 상관관계 부족을 고려할 때 이 특성의 중요성은 감소될 수 있다. 2004년에 에반스와 동료들은 또한 E. 굴디의 신체 비율에 비추어 그의 생활방식에 대해 논의했었다. 그들은 눈썰매의 종들 사이의 비율의 차이가 서식지 사용과 어떤 상관관계를 가지고 있는지에 대한 이전의 연구를 지적했다. 짧은 토르소와 긴 뒷다리는 암벽등반과 나무등반과 관련이 있었다. 긴 토르소와 짧은 뒷다리는 땅거미와 관련이 있었다. 에반스와 동료들은 E. 굴디가 그 비율에서 달리는 속도가 느리고 상대적으로 등반가가 빈약한 지상 낙후 종에 가장 가깝다는 것을 발견했다.그럼에도 불구하고 그들은 E. 굴디의 평평한 몸과 키 큰 발톱이 거친 표면에 달라붙도록 개조되었다는 것을 인식했다. 그들은 E. 굴디에게 복합적인 생활방식을 제안했는데 그것은 암석에 올라타거나 동두증 환자와 같은 포식자로부터 틈새에 숨는 약간의 능력을 가진 느리게 움직이는 땅 도마뱀이다. E. 슈뢰데리의 유일한 표본을 생산한 윈터스호프의 암석부대는 독일 남부의 솔른호펜 리메스톤의 일부로서 화석이 유난히 보존되어 있는 것으로 잘 알려져 있다. 역사적으로 솔른호펜 리메스톤의 층층화는 환경의 다양성과 퇴적 패턴이 혼동의 원인이 되는 등 상당한 혼란의 대상이 되어 왔다. 그것들은 이제 웨이하즈라 그룹의 여러 지질학적 구성으로 이해된다. 가장 엄밀한 의미에서 잉골슈타트의 북서쪽에 있는 알트뮐탈 형성(아이히스테트 주변의 지방 포함)과 잉골슈타트의 북동쪽에 있는 파인텐 형성(Painten Formation)으로 구성된다. 알트뮐탈 형성 내에서 윈터스호프 채석장은 상부 아이히스테트 멤버의 일부로서 암모나이트 생물체스트라티그라스 에이지겔팅겐스-β 지평선에 리타코케라스 리덴스와 히보노테라스 하이보노툼 서브존 사이에 놓여 있다. 그 엘트무흘탈 형성 쥐라기의 하단 티트혼이안 무대의 것으로 추정되었다의 예금 플어텐칼크의 지도 얇은 층이 일반적으로 생물 혼탁 작용(살아 있는 유기체이다.)의 증거가 결여되에 대해 1센지메트리(0.39에)두께 측정을 형성하는(매우 미크 라이트 같은 리메스톤-베이스드 무드스 파인리-그라운드이다.)들로 이루어져 있다. 티토니아 해 동안 알트뮐탈 형성의 플라텐칼은 대도를 둘러싸고 있는 따뜻하고 얕은 바다 내 해양 분지("워넨"이라 불린다)에 퇴적되었다. 이 분지는 석고일 가능성이 있는 것으로서 경도가 약 34°N이었고 테티스 해의 북쪽 여백에 위치해 있었다. 깨지기 쉬운 별이나 위트로포드와 같은 밑바닥 동물들의 화석은 사실상 존재하지 않는데 이것은 해저의 조건이 생명에 적합하지 않다는 것을 암시한다. 이것은 우주에서의 초신성 폭발, 산소 고갈, 또는 유독성 황화수소의 축적과 같은 여러 요인들 중 하나에 의해 야기되었을지도 모른다. 이러한 조건들은 E. 슈뢰데리 화석과 같은 화석의 예외적인 보존을 담당했는데 이는 폭우와 폭풍우 동안 주로 주변에서 운반되었을 것이다. 육지에서는 양치류의 부존과 건식용 침엽수의 우세를 보면 기후가 반건조했음을 알 수 있다. 아르데오사우루스 브레비페스와 A. 디지타텔루스 모두 윈터스호프에서 E. 슈뢰데리(Homoeosaurus maximiliani)와 라임코세팔리안 플레우로사우루스 골드푸시와 함께 발견되었다. 또한 윈테르스호프에서 익룡 람포린쿠스 것으로 알려져 무엔스테리와 그밖의 다양한 수생 동물들과 물고기의 화석들이 이러한 솔렌 호펜층 예금에서 화석이 많이 발견되었다. 인근 채석장에서는 아비알란 공룡인 아르케오페테릭스 석판화석판과 익룡인 에어로닥틸루스 스콜로페스, 게르마노닥틸루스 크리스타투스, 그리고 아마 체크노르함푸스(Cycnorhamphus)의 표본을 생산했다. 피에타로이아 지역은 백악기 초기 알비안 시대로 거슬러 올라간다. 이 기간 동안 피에트라로이아의 접시는 작은 섬에 가까운 얕은 물 탄산염 플랫폼에 내려져 있었을 것이다. 퇴적 환경은 원래 석호였던 것으로 생각되었으나 화석의 배열과 수류, 퇴적물 수송의 패턴 등을 바탕으로 아파치안 시대에 점차 채워진 동류 수로로 재 해석되어 왔다. 생물학적 동요의 부족은 마찬가지로 양극성 환경을 가리키는데 이는 아마도 지구의 해양 양극성 사건과 관련이 있을 수 있다. 어떤 화석은 잘 보존되어 있는 반면 다른 화석은 거의 파괴되어 다양한 위치에서 유래된 것으로 보이며 E. 굴디와 같은 지상 동물들이 민물 흐름에 의해 수로로 유입되고 있다. 기후는 열대에서 아열대까지였을 것이다. E. 굴디와 리히느초케프할이안 MPN A01/82 외에도 피에트라로아 출신의 다른 레피도룡들로는 도마뱀 처모카드몬 피드지느게리와 코스타사우루스 루스코니, 그리고 운체포알리안 데라스모사우루스 피에트라리에와 세 번째의 이름을 알 수 없는 청소년 표본이 있다. 피에트로리아에서 가장 잘 알려진 화석은 내부 장기를 포함한 부드러운 조직을 보존하는 합성 공룡인 스키피오니스 사므니투스의 화석이다. 다른 파충류로는 피에트로리아수쿠스 오르메자노이에 속하는 크로코다일균 표본 2개와 알바네르페톤트 양서류 셀테덴스 대뇌가 있다. 많은 물고기들이 피에트라로아에서 알려져 있는데 가장 흔한 물고기는 이전에 코엘로두스 코스타에로 확인되었지만 지금은 그렉고리오피코도스 바사니로 알려져 있다. 즉 이곳에서 오트헤르스 인클우데, 안에트할이온 로부스투스, 베론오스트오무스 크라스이로스트리스, 카에우스 레오포르디, 카빈이츠트히스 피에트라로재, 치로센트라이트 코로니니이의 화석이 발굴되었으며 그외에 디플오미스투스 브레비시무스와 엘오포프시스 페느지, 헤미에로포시스 기부스, 이오노스코푸스 페트라로재, 이탈오프히오프시스 데라스모이의 화석이 발굴되었다. 그외에도 레피도테스, 노타고구스 페느트라느디, 플루롭홀리스 데카스트로이, 프로프테루스 스카크히이가 발견되었으며 그리고 소롭시듐 라에비시최소가 발견되었다. 까르띠아긴 물고기는 엔젤샤크 포르시니스와 광선 코뿔소 둔덕을 포함했다. 무척추동물에는 루디스트, 이발브, 네리네아속 바다 달팽이, 새우, 불가사리 등이 있었다. 분류학적으로 본다면  아이히스타에티사우루스(Eichstaettisaurus, "Eichstett 도마뱀"이라는 뜻이다.)는 독일·스페인·이탈리아의 후기 쥬라기·초기 백악기의 도마뱀의 속이다. 납작한 머리, 전방 지향적이고 부분적으로 대칭되는 발, 그리고 키 큰 발톱을 가진 아이히스타에티사우르스는 도마뱀붙이의 발에 접근하는 등반 생활 방식에 많은 적응을 했다. E. 슈뢰데리 종은 스쿠마타에서 가장 오래되고 가장 완전한 종으로 독일의 티토니아 시대의 솔른호펜 석회암에서 유래한 한 표본에 의해 알려져 있다. 두 번째 종인 E. 굴디는 이탈리아의 메이트 산맥에서 발견된 또 다른 해골에서 묘사되었다. E. 슈뢰데리와 매우 유사함에도 불구하고 그것은 훨씬 후에 알비안 단계에서 살았다.두 종의 화석은 저산소 해양환경에서의 퇴적으로 인해 보존 상태가 매우 우수하다. 처음인 1938년에 페르디난드 브로릴리에 의해 아르데오사우루스 속종으로 명명된 E. 슈뢰데리는 복잡한 분류학적 역사를 가지고 있다. 그것은 1960년대 연구결과가 그것을 도마뱀으로 아르데오사우루스가 도마뱀으로 밝혀지기 전까지 처음에는 야간 도마뱀의 친척으로 인식되었다. 그러나 1990년대에 행해진 계통학적 분석은 그것이 모든 스쿼마이트의 조상에 더 가깝다는 것을 시사했다. 더 많은 종과 더 나은 데이터를 통합한 분석이 등장하기 전까지 다양한 상반된 입장이 발견되었는데 이는 게코노모르파에서 E. 슈뢰데리어를 도마뱀붙이의 가까운 친척으로 해결했다. 그러나 E. 슈뢰데리 관련 아르데오사우루스의 위치는 여전히 불확실하며 일부 분석에서는 A. 디지탈위성 1종이 가까운 친척으로 회복되었지만 다른 종 A.브레비프들은 더 먼 관계가 있는 것으로 밝혀졌다. 1938년에 페르디난드 브로일리는 독일 아이히스테트 지방의 윈터쇼프시에 있는 쥬라기 암석 퇴적물에서 윗부분을 잘 보존한 도마뱀의 표본에 대해 설명했다. 이 표본은 BSPG(Bavarian State Collection of Polontology and Historical Geology, BSPG)의 소유로 들어왔고 그곳에서 L이 이를 준비했다. 하이멜의 연구 결과에 의하면 비록 두개골이 으스러지긴 했지만 거의 완전한 골격으로 구성되어 있으며 다섯 번째 척추뼈 이후 꼬리가 빠져 있는 꼬리(아마도 연골에 의한 절단 및 교체의 결과일 것이고 몇 개의 척추뼈는 인상으로만 보존되어 있을 것이다.)(그러나 그들의 존재는 여전히 관련 늑골에 의해 검증될 수 있었다)시료의 카운터랩도 존재한다. 오늘날 암석 퇴적물은 알트뮐탈 형성에 속하는 것으로 알려져 있으며, 시료와 그 카운터랩은 BSPG 1937 I 1a와 1b의 등록번호로 보관되어 있다. 비록 그것을 직접 검사할 수는 없었지만 브로일리는 크리스찬 에리히 헤르만 폰 마이어의 아르데오사우루스 브로비페스의 유형 표본에 대한 설명에서 이 표본과 유사성을 지니고 있지만 또한 코와 전두골 모양은 물론 척추 수치에서도 중요한 차이가 있다고 지적했다. 그러나 두개골의 방부 상태 때문에 새로운 속주를 만들기를 망설였다. 그래서 그는 그것을 새로운 종인 A로 예약하면서 아르데오사우루스속에 할당했다. 동료 J. 슈뢰더의 이름을 딴 슈뢰데리이다.(현재 구체적인 명칭은 슈뢰데리: 국제동물학명칭규정 제32.5.2.1조에 의해 1985년 이전에 발표된 독일식 명칭의 umlauts는 삭제하고 다음 편지로 삽입된 "e"로 대체되어야 한다.) 로버트 호프스테터가 A의 구별을 공식적으로 인정했다. 1953년에 슈뢰더리와 A.브레비페스(A. brevipes)는 새로운 총칭인 브로일리사우루스를 설립하였다. 그러나 오스카르 쿤은 이미 1938년에 같은 이름을 가진 스테고체파리아 양서류로 이름을 지었으므로 1958년에 또 다른 종의 총칭인 아이히스테티사우루스(Again, ICZN으로 인해 현재의 총칭은 아이히스타에티사우루스)를 제정하였다.1963년 마르그리트 코쿠데-미셸은 E. 슈뢰데리가 정말로 호모에오사우루스의 디지탈레이토스와 같은 종을 나타낸다고 주장했는데, 이전에 N.M. Grier에 의해 1914년에 호모에오사우루스의 비형종으로 명명된 바 있었다. 그래서 그녀는 새로운 조합인 아이히스타에티사우루스 디지타텔루스를 만들었다. 코쿠데-미셸과는 대조적으로 호프스테터는 1964년에 디지타텔루스를 아이히스타에티사우루스와 분리된 아르데오사우루스의 일원으로 확인했다. 비록 코쿠데 미첼이 호프스테터의 논문을 알고 있었지만 1965년에 그녀는 자신의 주장을 되풀이하여 호프스테터를 거론하려 하지 않았다. 호프스테터는 1966년에 코쿠데-미셸의 동의어법을 "참을 수 없는 것"이라고 부르며 이에 응했다. 그는 에이치스타테티사우루스의 진단 특성을 사실상 아르데오사우루스와 구별할 수 없을 정도로 수정하는 것이 수반될 것이며 이는 그녀의 가족 차원의 분리와는 모순되는 것이라고 지적했다. 후속 문헌은 2017년에 티아고 시메데스와 동료들이 두 가지 모두에 대한 재구성을 발표하기 전까지 거의 관심을 받지 못했지만 아이히스타에티사우루스 슈뢰데리와 아르데오사우루스 디지탈레이를 별개로 보존해 왔다. 아이히스타에티사우루스는 유럽 다른 곳에서 백악기 시대의 유적이 발견되기 전까지 E. 슈뢰데리의 단일 표본으로부터 알려져 있었다. 2000년에 수잔 에반스와 동료들은 스페인 카탈로니아에 있는 베리아시아-발랑기니아 노령 지역인 몽섹에서 작은 도마뱀 표본을 묘사했다. 보존 상태가 좋지 않았음에도 불구하고, 이 표본은 그 지역에서 더 흔한 도마뱀인 메야사우루스와는 분명히 구별되었다. 에반스와 동료들은 이 표본이 아이히스타에티사우루스에게 친밀감을 가지고 있다고 제안했다. 2004년에 에반스와 동료들은 이탈리아 남부의 메테 산맥에 위치한 피에트로리아 지방의 알비앙 시대의 피에트라로자 플라텐칼크에서 유래한 아이히스타에티사우루스의 더 어린 유해를 보고하였다. MPN 19457로 분류된 표본은 고인이 된 생물학자 스티븐 제이 굴드의 이름을 딴 새로운 종의 표본을 형성했다. 이 표본은 척추와 사지의 두개골과 일부분을 포함하는 아래 측면으로 보존된 골격이다. 두 번째 표본은 MPN A01/82로 분류된 불확실한 라임초혈류의 장내 함량의 일부로 보존된 분리형 두개골로 구성되어 있다. 두 표본 모두 나폴리 대학 팔래온톨로지 박물관(MPN)에 보관되어 있다. 아이히스타에티사우루스의 계통생성 역사는 아르데오사우루스의 그것처럼 소란스러웠는데 이는 불완전한 자료와 원시적인 형태 모두의 결과였다. 폰 마이어는 속 이름을 지을 때 아르데오사우루스를 위한 자리를 제공하지 않았다. 리차드 라이데커와 칼 알프레드 폰 지텔이 그것을 호모에오사우루스를 린초체팔리아에 배치했고 프란츠 노프카 남작은 아르데오사우루스를 스컹크의 가까운 친척으로 배치했고, 찰스 캠프는 그것을 게코네과 가까이에 배치했다. 브로일리는 E. 슈뢰데리 유형 표본에 있는 두개골에 있는 눈구멍과 초자립골의 잘 발달된 림을 바탕으로 1938년 노프차(Nopcsa)의 결론에 동의하였다.그는 스킨코모르파 안에서 아르데오사우루스(E. Schroederi 포함)의 원형 척추뼈가 크산투시아과(야간 도마뱀)의 그것과 가장 닮았다는 점에 주목했는데, 대부분의 다른 스킨커프들은 후면의 원뿔형 척추뼈를 가지고 있기 때문이다. 슈뢰데리어를 브로일리사우루스속(Broilisaurus)으로 분리하자 호프스테터는 1953년에 크산투시대(Xantusiae) 내에 보관했지만 그 두개골이 기묘하게 도마뱀붙이의 두개골과 닮았다는 것을 알아차렸다. 그 후 반투시드와 도마뱀붙이가 자카르코로사와 아스칼라보타라는 두 개의 큰 도마뱀의 가지에 놓였기 때문에 호프스테터는 그것이 도마뱀의 조상들의 가축에 가깝다고 추측했다. 아이히스타에티사우루스로 이름을 바꾸자 쿤은 아이히스타에티사우루스과(Aichstaetisaurae)를 설립했고 여전히 잔투시과(Xantusiae)에 있다. 1961년과 1963년에 코쿠데-미셸은 아르데오사우루스과와 아이히스타에티사우루스과는 후두골격의 주요한 차이점에 근거하여 실제로 크산투시드가 아닌 도마뱀과이며 게코노모르파에 둘 다 놓였다는 캠프와 일치했다. 호프스테터는 이 신분증을 1966년에 받아들였는데 1983년의 리차드 에스테스도 마찬가지였다. 그러나 1996년에 빅토르 레이노소(공표되지 않았다.), 1998년과 1999년의 에반스와 루이스 하비에르 바르바딜로, 1998년에 에반스와 다니엘 추레에 의해 시행된 계통생리학적 분석에서는 아이히스타에티사우루스와 아르데오사우루스가 모두 훨씬 더 기저(초기 분만) 스쿼마이트가 많음을 시사했다. 바바리사우루스, 스칸덴시아, 호얄라세르타와 함께 두 사람은 스콰마타의 왕관 집단 밖에 떨어진 것으로 밝혀졌다. 이것은 그들을 줄기 스쿼마이트로 만들 것이다. 즉 모든 살아있는 스쿼마이트의 공통 조상의 자손이 아니다. 그러나 1999년의 분석에서 에반스와 바르바딜로는 아이히스타에티사우루스의 위치가 누락된 데이터로 인해 불안정하다는 것을 인정했고(그들의 분석에 사용된 특성의 44%만 암호화할 수 있었다.) 그들의 친족생식 나무들 중 하나가 그것을 크라운 스쿼마이트 중 클로로그로사우르에 자매 집단으로 두었다.에반스와 동료들은 2004년 E. 굴디가 E. 슈뢰데리의 자매그룹임을 발견했고 두 그룹 모두 비슷한 지위를 회복했다. 에반스와 동료들의 후속 유전학 분석 결과 아이히스타에티사우르스와 아르데오사우루스의 다양한 상반된 입장을 발견했다. 2005년에 에반스와 위안왕은 에반스와 추어의 1998년의 분석을 바탕으로 마이클 리와 에반스와 추어의 1998년 분석을 바탕으로 두 가지 분석을 실시했으나 둘 다에 달링호사우루스, 도르세티사우루스, 파르비랍토르를 추가했다. 그리고 이후에 에번스, 왕, 그리고 춘리는 같은 분석에 야베노사우루스를 덧붙였다. 잭 콘래드와 마크 노렐의 2006년의 유전학 분석에서도 마찬가지로 아이히스타에티사우루스가 스크러그로실사(Scleroglosa)에 가까운 것으로 밝혀졌다. 2008년에 콘래드는 222개의 세사와 363개의 특성을 포함한 스쿼마이트에 대한 대규모 계통생성학적 분석을 발표하여 계통생성 불안정을 유발하는 불완전한 세원 샘플링(즉, 포함 세자의 수가 불충분함)의 문제를 해결하려고 시도했다. 아이히스타에티사우루스(Eichstaetisaurus)를 포함시키기 위해 그는 E. 슈뢰더리와 E. 굴디의 데이터를 결합했다. 그는 바이바리사우루스와 함께 아이히스타에티사우루스와 아르데오사우루스가 둘 다 스크러그로사우르스의 줄기 그룹에 속한다는 것을 발견했다. 스클러그로사 왕관 그룹과 함께 스킨코게코노미노폴라를 구성했다. 아르나우 볼레와 에반스는 2010년과 2012년에 페드로라사우루스와 주카라세프스의 기술에서 콘라드의 분석을 바탕으로 두 가지 분석을 실시했고, 아이히스타에티사우르스의 유사한 위치를 회복했다. 그러나 전자는 이구아니아, 페드로라사우루스, 아르데오사우루스, 야베노사우루스, 사쿠라사우루스를 포함하는 집단인 이구아니아 페드로라사우루스와의 관계 이후 다면체(다면체)를 함유하고 있었으며 이는 다른 모든 스쿼마이트들은 해결할 수 없었다. 자크 가시에와 동료들은 2012년에 192개의 세사와 976개의 특성을 포함한 또 다른 대규모 계통생성 분석을 발표했다. 콘라드처럼 E. 슈뢰더리와 E. 굴디의 데이터도 결합했다. 그들은 이름 없는 표본인 ARBRH FR 21444와 함께 게코타의 줄기 그룹의 일부로서 에이치스타에티사우루스의 더 파생된 위치를 되찾았다. 특히 그들은 그 사지의 비율이 게코탄과 강하게 닮았다는 점에 주목했다. 아르데오사우루스 디지탈레이토스를 추가하고 E. 슈뢰데리의 데이터만 포함하도록 아이히스타에티사우루스를 재코딩한 후 시메즈와 동료들은 비록 A. 디지탈레이토스와 ALBH FR 21444를 가진 폴리토미(polytomy)에 속하긴 했지만 E. 슈뢰데리를 비슷한 위치에서 발견했다. 그들은 많은 게코탄의 특징들을 확인했다. 쌍체 두정, 아래턱에 닫힌 메켈리안 홈, 작고 원추형 이빨, 짧고 뭉툭한 주둥이, 납작한 두개골, 외과용 고드름이 겹치고 두 개의 외과용 고드름과 팔라틴 뼈가 넓게 분리되어 있다. 외과와 팔로우를 나누는 넓은 봉합.서로에게서 아틴과 요추와 같은 척추뼈이다. 2018년에 마테우스 타와다는 가시에와 동료들의 분석에 아르데오사우루스 브레비페스를 추가했다.(그러나 심메스와 동료들의 수정은 포함하지 않았다). 그는 노렐리우스와 나란히 같은 위치에서 아이히스타에티사우루스를 발견했지만 스컹크와 밀접하게 관련된 사이코모르프(A. 디지타텔루스의 스템 게코탄 위치와 대조적으로)로서 A. 브레비페스를 회복하기도 했다.태완다는 서로 다른 혈전학적 위치에도 불구하고 두 종은 두정맥의 너비에 의해서만 다르다는 것을 관찰했다. 그는 A. 디지타텔루스의 보존상태가 좋지 않아 불완전한 데이터가 이러한 결과에 영향을 미쳤을 수 있다고 추측했고 따라서 아르데오사우루스 속에 그것을 간직하고 있었다. 시메스와 타완다, 그리고 동료들이 2018년에 심메스와 동료들의 수정된 데이터를 사용하여 수행한 또 다른 분석에서는, 이번에는 E. 슈뢰데리에게도 비슷한 입장이지만, 아우타르코그로사에서는 A. 브리비페스에게도 더 기초적인 위치를 찾아냈다. 2019년에 블라디미르 알리파노프는 아이히스타에티사우루스(Eichstaetisaurus)와 아르데오사우루스(Ardeosaurus)를 모두 카루시아와 밀접하게 관련이 있지만 제노사우루스과는 관련이 없는 사이코모르프(scincomphorphes)로 간주했으나 계통 분석은 하지 않았다. 먹이로는 당대에 서식했던 곤충, 절지동물, 양서류 등을 잡아먹고 살았을 육식성의 도마뱀으로 추정되는 종이다.

## 생존시기와 서식지와 화석의 발견
아이히스타사우루스가 생존했던 시기는 중생대의 쥐라기 후기에서 백악기 초기로서 지금으로부터 1억 6500만년전~1억 2000만년전에 생존했던 종이다. 생존했던 시기에는 유럽을 중심으로 하는 삼림이나 초원에서 주로 서식했었던 도마뱀이다. 화석의 발견은 1958년에 유럽의 트라이아스기에 형성된 지층에서 유럽의 고생물학자들에 의하여 처음으로 화석이 발굴되어 새롭게 명명된 종이다.

## 같이 보기
- 파충류
- 중생대
- 쥐라기
- 백악기
- 도마뱀
- 화석